# هنری آرنولد
 هنری هارلی آرنولد (انگلیسی: Henry H. Arnold؛ ۲۵ ژوئن ۱۸۸۶ – ۱۵ ژانویهٔ ۱۹۵۰) یک نظامی اهل ایالات متحده آمریکا و از سال ۱۹۳۸ تا سال ۱۹۴۱ فرمانده نیروی هوایی آمریکا در جنگ جهانی دوم بود.
او تنها ژنرال ۵ ستاره تاریخ نیروی هوایی آمریکا است.